# Servicio Penitenciario Federal
El Servicio Penitenciario Federal (SPF) es la fuerza de seguridad argentina que administra los establecimientos penitenciarios federales y lleva a cabo programas criminológicos de seguridad y reinserción.
El SPF depende del Ministerio de Seguridad Nacional, y fue creado en 1933 a través de la Ley Nº 11833 “De Organización Carcelaria y Régimen de la Pena”. Actualmente, su funcionamiento se rige por las previsiones de la Ley Orgánica respectiva Nº 20.416, la Ley de Ejecución de la Pena Privativa de la Libertad Nº 24.660 y reglamentos complementarios.

## Historia
El Servicio Penitenciario Federal tiene sus orígenes orgánicos como repartición estatal, en la Ley 11.833 de Organización Carcelaria y Régimen de la Pena de 1933, obra del Dr. Juan José O'Connor, funcionario y penalista, que abogó por el cumplimiento del mandato constitucional del artículo 18: "(…) Las cárceles de la Nación serán sanas y limpias, para seguridad y no para castigo de los reos detenidos en ellas, y toda medida que a pretexto de precaución conduzca a mortificarlos más allá de lo que aquélla exija, hará responsable al juez que la autorice." 
El Cabildo de Buenos Aires ya fue utilizado como lugar de detención de quienes habían quebrantado las normas en la época de la Revolución de 1810. Antiguamente existían barracones de alojamiento de presos en las cárceles del sur, así como grilletes de sujeción y  traje a rayas para los internos, que fueron eliminados por iniciativa del entonces director general de Institutos Penales, Roberto Pettinato.
Las cárceles argentinas fueron de las primeras de América del Sur y Central en orientarse hacia la reinserción y resocialización de los presos,[cita requerida] y cuentan con oferta educativa, de atención médica, de asistencia social y laboral al alcance de condenados y procesados.

## Institutos de formación

### Escuela de Oficiales: Escuela Penitenciaria de la Nación Dr. Juan José O'Connor
La Escuela Penitenciaria de la Nación es un instituto de educación superior donde se forman los encargados del gerenciamiento y administración de los programas criminológicos del Servicio Penitenciario Federal. Se cursan, durante 3 años, una Licenciatura Superior en Gestión Penitenciaria con Orientación en Tratamiento Penitenciario (escalafón cuerpo general) y con Orientación en Administración Contable (escalafón administrativo). Está ubicada en la Ruta Jorge Newbery km. 4,5 (1804), Ezeiza, provincia de Buenos Aires. Los cadetes egresan como subadjutores, primer grado de oficial.[cita requerida]

### Escuela de Suboficiales Subdirector Nacional Juan Carlos García Basalo
Es donde se forman los agentes penitenciarios encargados de la seguridad de los establecimientos y la implementación de los programas criminológicos del Servicio Penitenciario Federal. Acá se realiza un curso teórico y práctico y se egresa como subayudante (primer grado de suboficial). Está ubicado en la Ruta Jorge Newbery km. 4,5 (1804), Ezeiza, provincia de Buenos Aires.[cita requerida]

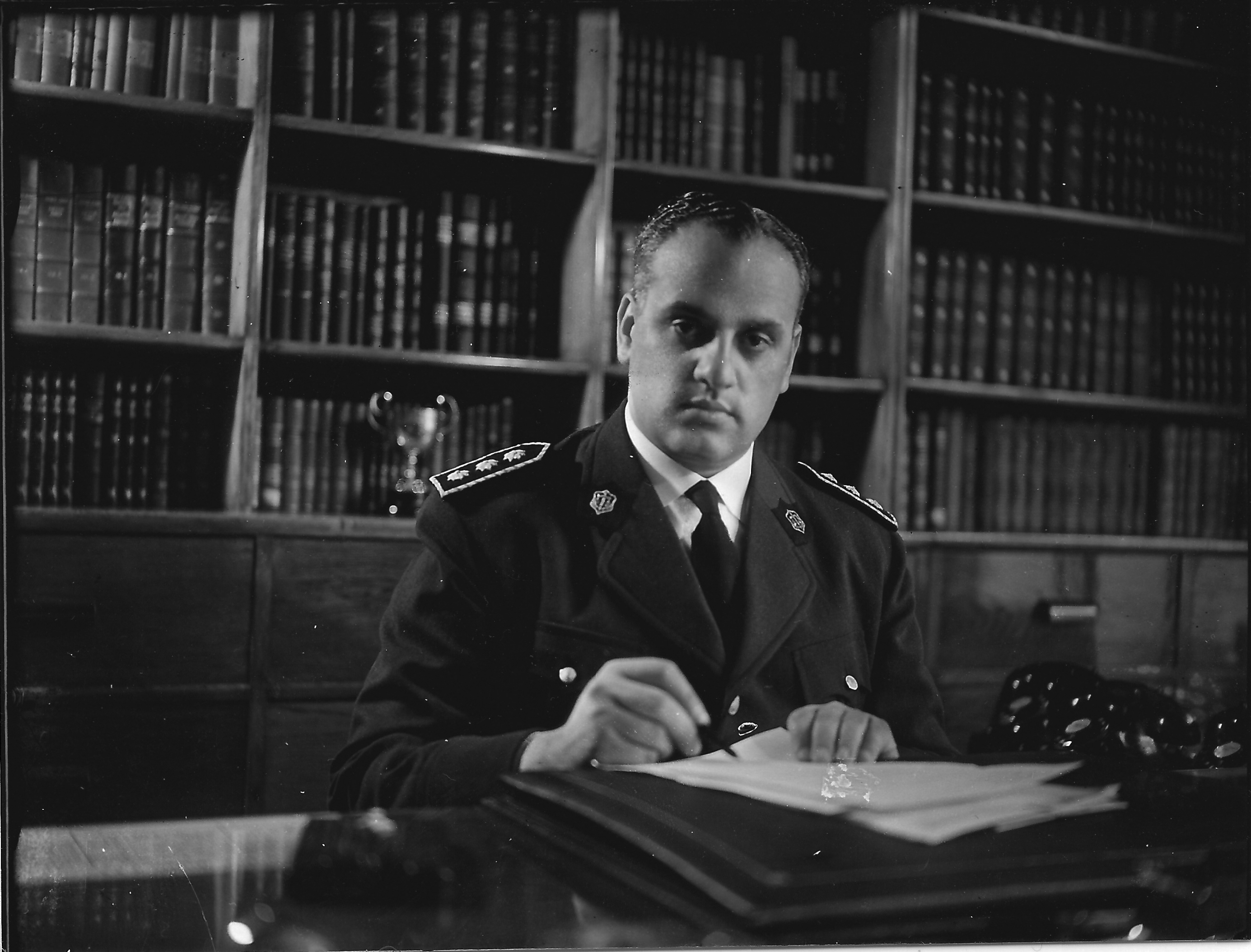
Roberto Pettinato por 1950

## Grados

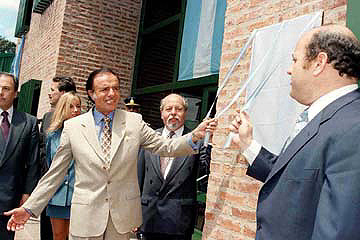
Menem en Marcos Paz

| Oficiales    | Jerarquías del Servicio Penitenciario Federal |
| ------------ | --------------------------------------------- |
| Oficiales    | Inspector General                             |
| Oficiales    | Prefecto                                      |
| Oficiales    | Subprefecto                                   |
| Oficiales    | Alcaide Mayor                                 |
| Oficiales    | Alcaide                                       |
| Oficiales    | Subalcaide                                    |
| Oficiales    | Adjutor Principal                             |
| Oficiales    | Adjutor                                       |
| Oficiales    | Subadjutor                                    |
| Suboficiales | Ayudante Mayor                                |
| Suboficiales | Ayudante Principal                            |
| Suboficiales | Ayudante de Primera                           |
| Suboficiales | Ayudante de Segunda                           |
| Suboficiales | Ayudante de Tercera                           |
| Suboficiales | Ayudante de Cuarta                            |
| Suboficiales | Ayudante de Quinta                            |
| Suboficiales | Subayudante                                   |

## Establecimientos
El Servicio Penitenciario Federal cuenta con 8 complejos y 27 unidades distribuidas en 13 provincias de la República Argentina. 

### Complejos Penitenciarios
| Nombre                              | Año de habilitación | Categoría | Población penal                | Capacidad    | Provincia    | Ciudad         |
| ----------------------------------- | ------------------- | --------- | ------------------------------ | ------------ | ------------ | -------------- |
| Complejo Penitenciario Federal I    | 1999                | A         | Masculina                      | 2.010 aprox. | Buenos Aires | Ezeiza         |
| Complejo Penitenciario Federal II   | 1999                | A         | Masculina                      | 2.065 aprox. | Buenos Aires | Marcos Paz     |
| Complejo Penitenciario Federal III  | 2011                | C         | Mixta (Femeninas y Masculinos) | 488 aprox.   | Salta        | General Güemes |
| Complejo Penitenciario Federal IV   | 1978                | B         | Femenina                       | 601 aprox.   | Buenos Aires | Ezeiza         |
| Complejo Penitenciario Federal V    | 2015                | B         | Masculina                      | 428 aprox.   | Neuquén      | Senillosa      |
| Complejo Penitenciario Federal VI   | 2018                | B         | Mixta (Femeninas y Masculinos) | 368 aprox.   | Mendoza      | Luján de Cuyo  |
| Complejo Penitenciario Federal VII  | 1996                | B         | Mixta (Femeninas y Masculinos) | 255 aprox.   | Buenos Aires | Ezeiza         |
| Complejo Penitenciario Federal CABA | 1957                | C         | Masculina                      | 1.186 aprox. | CABA         | Devoto         |
| Complejo Federal de Jóvenes Adultos | 1996                | B         | Masculina                      | 275 aprox.   | Buenos Aires | Marcos Paz     |

Cabe destacar que la capacidad de los establecimientos no necesariamente informa la población efectiva de personas privadas de su libertad

### Unidades Penitenciarias
| Unidad 4  | La Pampa   | Santa Rosa            |
| Unidad 5  | Río Negro  | General Roca          |
| Unidad 6  | Chubut     | Rawson                |
| Unidad 7  | Chaco      | Resistencia           |
| Unidad 8  | Jujuy      | San Salvador de Jujuy |
| Unidad 10 | Formosa    | Formosa               |
| Unidad 11 | Chaco      | Roque Sáenz Peña      |
| Unidad 12 | Río Negro  | Viedma                |
| Unidad 13 | La Pampa   | Santa Rosa            |
| Unidad 14 | Chubut     | Esquel                |
| Unidad 15 | Santa Cruz | Río Gallegos          |

| Unidad 16 | Salta               | Cerrillos                       |
| Unidad 17 | Misiones            | Candelaria                      |
| Unidad 19 | Buenos Aires        | Ezeiza                          |
| Unidad 21 | Buenos Aires        | Ciudad Autónoma de Buenos Aires |
| Unidad 22 | Jujuy               | San Salvador de Jujuy           |
| Unidad 25 | La Pampa            | General Pico                    |
| Unidad 30 | La Pampa            | Santa Rosa                      |
| Unidad 34 | Buenos Aires        | Campo de Mayo                   |
| Unidad 35 | Santiago del Estero | San Martín                      |

### Unidad 28 - Centro de Detención Judicial
Dirección: Lavalle Nº 1337 (1038) Ciudad Autónoma de Buenos Aires.
Teléfono: (+5411) 4371-7343

### Unidad 29 - Alcaidía Penal Federal
Dirección: Comodoro Py Nº 2002 (1104) Ciudad Autónoma de Buenos Aires.
Teléfono: (+5411) 4032-7451

#### Alcaidía Juncal
Dirección: Juncal Nº 941 (1062) Ciudad Autónoma de Buenos Aires.
Teléfono: (+5411) 4032-7451

#### Alcaidía Penal "Coronel (R) Miguel Ángel Paiva”
Dirección: Paraguay Nº 1536 (1061) Ciudad Autónoma de Buenos Aires.
Teléfono: (+5411) 4811-3696

#### Alcaidía Correccional Lavalle
Dirección: Lavalle Nº 1638 (1048) Ciudad Autónoma de Buenos Aires.
Teléfono: (+5411) 4375-4512

#### Alcaidía Penal "Inspector General (R) Roberto Petinatto”
Dirección: Lavalle Nº1169/71 (1048) Ciudad Autónoma de Buenos Aires.
Teléfono: (+5411) 4382-3724

#### Alcaidía del Cuerpo Médico Forense
Dirección: Lavalle Nº1429 (1048) Ciudad Autónoma de Buenos Aires.
Teléfono: (+5411) 4371-8020

#### Alcaidía Yrigoyen
Dirección: Hipólito Yrigoyen Nº 932 Ciudad Autónoma de Buenos Aires.
Teléfono: (+5411) 4342-8452

#### Alcaidía Beruti
Dirección: Beruti Nº 3345 Ciudad Autónoma de Buenos Aires.
Teléfono: (+5411) 4014-5800

#### Alcaidía Federal de Lomas de Zamora
Dirección: Laprida Nº 662 (1832), Lomas de Zamora, provincia de Buenos Aires.
Teléfono: (+5411) 4244-6053

#### Alcaidía Federal "La Plata”
Dirección: Calle 8 Nº 925 (1900) La Plata, provincia de Buenos Aires.
Teléfono: (+54221) 483-0914

#### Alcaidía Federal Quilmes
Dirección: Av. 12 de Octubre 1879 - Quilmes, provincia de Buenos Aires.
Teléfono: +5411) 950651087

#### Alcaidía de los Tribunales Federales de la Ciudad de Córdoba
Dirección: Arenales Nº 669 - Córdoba
Teléfono: (+54351) 460-1523

### Unidad 32 - Centro de Detención Judicial de Mendoza
Directora: Alcaide Mayor Julio J. Lalanda
Dirección: Avenida España y Pedro Molina (5500) Mendoza.
Teléfono: (+54 261) 429-4982